# Finales NBA 2020
Navigation
Finales 2019 Finales 2021
Les finales NBA 2020 sont la dernière série de matchs de la saison 2019-2020 de la NBA et la conclusion des séries éliminatoires (playoffs) de la saison.
Les Lakers de Los Angeles, champions de la conférence Ouest, affrontent le Heat de Miami, champion de la conférence Est.
Tous les matchs des finales se déroulent dans le complexe sportif ESPN Wide World de Disney World à Orlando.

## Contexte

### Suspension de la saison régulière
Le 11 mars 2020, la NBA annonce la suspension de la saison pour une durée indéterminée en raison de la pandémie de Covid-19,.
Le 4 juin 2020, le Conseil des Gouverneurs de la NBA approuve un plan pour relancer la saison le 31 juillet 2020. Du 22 au 28 juillet des matchs de préparations sont organisés, et ainsi préparer le retour à la compétition le 31 juillet. En vertu de ce plan, 13 équipes de la conférence Ouest et 9 équipes de la conférence Est sont conviés à participer à la fin de la saison. Il s'agit des équipes étant à moins de six matchs d’une place en playoffs. Les différentes équipes joueront chacune un total de 8 matchs de saison régulière. Ensuite, un tournoi "play-in" serait possible entre le 8e et le 9e de conférence, s'il y a moins de quatre matchs d'écart, afin de décider des dernières équipes qualifiées. Les playoffs ont ensuite été joués dans leur fonctionnement classique.

### Lakers de Los Angeles
Le 9 avril 2019, Magic Johnson a démissionné de son poste de président des opérations du basket-ball. Trois jours plus tard, l’entraîneur, Luke Walton, et l’équipe sont convenus de se séparer. Le 13 mai, l’équipe a embauché Frank Vogel comme nouvel entraîneur en chef.
Pendant l'intersaison, les Lakers ont accepté un transfert avec les Pelicans de La Nouvelle-Orléans pour acquérir le joueur All-Star, Anthony Davis.
Les Lakers ont obtenu leur première participation en playoffs depuis la saison 2012-2013, le 6 mars, avant que la saison ne soit suspendue le 11 mars Après la reprise de la saison dans la bulle, les Lakers ont remporté à la fois leur premier titre de la division Pacifique depuis 2012 et la première place de la Conférence Ouest pour la première fois depuis la saison 2009-2010.
Les Lakers ont eu besoin de cinq matchs, à chaque tour, pour vaincre les Trail Blazers de Portland au premier tour des séries éliminatoires, les Rockets de Houston en demi-finales et les Nuggets de Denver en finale de conférence.

### Heat de Miami
Durant l'intersaison, le Heat a accepté un échange à quatre équipes avec les Clippers de Los Angeles, les Trail Blazers de Portland et les 76ers de Philadelphie pour acquérir Jimmy Butler, l'ailier des 76ers.
Le Heat a décroché sa place en playoffs, le 4 juin, avant que la saison ne reprenne le 30 juillet. Avant que la saison ne reprenne dans la bulle, le Heat a remporté le titre de la division Sud-Est. Le Heat s'est placé 5e au classement de la Conférence Est après avoir manqué les playoffs la saison précédente.
Le Heat a balayé les Pacers de l'Indiana au premier tour des séries éliminatoires, puis éliminé le leader de la Conférence Est, les Bucks de Milwaukee, en cinq matchs en demi-finale. Le Heat a finalement battu les Celtics de Boston en six matchs en finale de conférence.

## Résumé de la saison

### Parcours comparés vers les finales NBA
| Conférence Ouest | Conférence Ouest                | Conférence Ouest | Conférence Ouest | Conférence Ouest | Conférence Ouest | Conférence Ouest | Conférence Ouest |
| No               | Franchise                       | Vic.             | Def.             | MJ               | V/D              | GB               |                  |
| ---------------- | ------------------------------- | ---------------- | ---------------- | ---------------- | ---------------- | ---------------- | ---------------- |
| 1                | Lakers de Los Angeles           | 52               | 19               | 71               | .732             | –                |                  |
| 2                | Clippers de Los Angeles         | 49               | 23               | 72               | .681             | 3.5              |                  |
| 3                | Nuggets de Denver               | 46               | 27               | 73               | .630             | 7                |                  |
| 4                | Rockets de Houston              | 44               | 28               | 72               | .611             | 8.5              |                  |
| 5                | Thunder d'Oklahoma City         | 44               | 28               | 72               | .611             | 8.5              |                  |
| 6                | Jazz de l'Utah                  | 44               | 28               | 72               | .611             | 8.5              |                  |
| 7                | Mavericks de Dallas             | 43               | 32               | 75               | .573             | 11               |                  |
| 8                | Trail Blazers de Portland       | 35               | 39               | 74               | .473             | 18.5             |                  |
|                  |                                 |                  |                  |                  |                  |                  |                  |
| 9                | Grizzlies de Memphis            | 34               | 39               | 73               | .466             | 19               |                  |
| 10               | Suns de Phoenix                 | 34               | 39               | 73               | .466             | 19               |                  |
| 11               | Spurs de San Antonio            | 32               | 39               | 71               | .451             | 20               |                  |
| 12               | Kings de Sacramento             | 31               | 41               | 72               | .431             | 21.5             |                  |
| 13               | Pelicans de La Nouvelle-Orléans | 30               | 42               | 72               | .417             | 22.5             |                  |
| 14               | Timberwolves du Minnesota       | 19               | 45               | 64               | .297             | 29.5             |                  |
| 15               | Warriors de Golden State        | 15               | 50               | 65               | .231             | 34               |                  |

| Conférence Est | Conférence Est         | Conférence Est | Conférence Est | Conférence Est | Conférence Est | Conférence Est | Conférence Est |
| No             | Franchise              | Vic.           | Déf.           | MJ             | V/D            | GB             |                |
| -------------- | ---------------------- | -------------- | -------------- | -------------- | -------------- | -------------- | -------------- |
| 1              | Bucks de Milwaukee     | 56             | 17             | 73             | .767           | –              |                |
| 2              | Raptors de TorontoT    | 53             | 19             | 72             | .736           | 2.5            |                |
| 3              | Celtics de Boston      | 48             | 24             | 72             | .667           | 7.5            |                |
| 4              | Pacers de l'Indiana    | 45             | 28             | 73             | .616           | 11             |                |
| 5              | Heat de Miami          | 44             | 29             | 73             | .603           | 12             |                |
| 6              | 76ers de Philadelphie  | 43             | 30             | 73             | .589           | 13             |                |
| 7              | Nets de Brooklyn       | 35             | 37             | 72             | .486           | 20.5           |                |
| 8              | Magic d'Orlando        | 33             | 40             | 73             | .452           | 23             |                |
|                |                        |                |                |                |                |                |                |
| 9              | Wizards de Washington  | 25             | 47             | 72             | .347           | 30.5           |                |
| 10             | Hornets de Charlotte   | 23             | 42             | 65             | .354           | 29             |                |
| 11             | Bulls de Chicago       | 22             | 43             | 65             | .338           | 30             |                |
| 12             | Knicks de New York     | 21             | 45             | 66             | .318           | 31.5           |                |
| 13             | Pistons de Détroit     | 20             | 46             | 66             | .303           | 32.5           |                |
| 14             | Hawks d'Atlanta        | 20             | 47             | 67             | .299           | 33             |                |
| 15             | Cavaliers de Cleveland | 19             | 46             | 65             | .292           | 33             |                |

### Confrontations en saison régulière
Les Lakers ont remporté les 2 confrontations.
| 8 novembre 2019 |  | Heat de Miami 80, Lakers de Los Angeles 95 | Heat de Miami 80, Lakers de Los Angeles 95 | Heat de Miami 80, Lakers de Los Angeles 95 |  | Staples Center, Los Angeles |

| 13 décembre 2019 |  | Lakers de Los Angeles 113, Heat de Miami 110 | Lakers de Los Angeles 113, Heat de Miami 110 | Lakers de Los Angeles 113, Heat de Miami 110 |  | American Airlines Arena, Miami |

## Matchs des finales
Toutes les heures sont en Heure avancée de l'Est (UTC−4)

### Match 1
| 30 septembre 2020 21h00 EDT 03h00 PAR | Rapport | Heat de Miami 98, Lakers de Los Angeles 116                  | Heat de Miami 98, Lakers de Los Angeles 116 | Heat de Miami 98, Lakers de Los Angeles 116        |  | AdventHealth Arena, Comté d'Orange, Floride Arbitres : Marc Davis, Kane Fitzgerald, Josh Tiven | ABC, BeIn Sports |
| 30 septembre 2020 21h00 EDT 03h00 PAR | Rapport | Score par quart-temps : 28-31, 20-34, 19-28, 31-23           |                                             |                                                    |  | AdventHealth Arena, Comté d'Orange, Floride Arbitres : Marc Davis, Kane Fitzgerald, Josh Tiven | ABC, BeIn Sports |
| 30 septembre 2020 21h00 EDT 03h00 PAR | Rapport | Score par mi-temps : 48-65, 50-51                            |                                             |                                                    |  | AdventHealth Arena, Comté d'Orange, Floride Arbitres : Marc Davis, Kane Fitzgerald, Josh Tiven | ABC, BeIn Sports |
| 30 septembre 2020 21h00 EDT 03h00 PAR | Rapport | Jimmy Butler, 23 Iguodala, Nunn, Olynyk, 5 Andre Iguodala, 6 | Points Rebonds Passes d.                    | Anthony Davis, 34 LeBron James, 13 LeBron James, 9 |  | AdventHealth Arena, Comté d'Orange, Floride Arbitres : Marc Davis, Kane Fitzgerald, Josh Tiven | ABC, BeIn Sports |
| 30 septembre 2020 21h00 EDT 03h00 PAR | Rapport | Los Angeles mène la série 1 à 0.                             |                                             |                                                    |  | AdventHealth Arena, Comté d'Orange, Floride Arbitres : Marc Davis, Kane Fitzgerald, Josh Tiven | ABC, BeIn Sports |

### Match 2
| 2 octobre 2020 21h00 EDT 03h00 PAR | Rapport | Heat de Miami 114, Lakers de Los Angeles 124       | Heat de Miami 114, Lakers de Los Angeles 124 | Heat de Miami 114, Lakers de Los Angeles 124       |  | AdventHealth Arena, Comté d'Orange, Floride Arbitres : James Capers, David Guthrie, Eric Lewis | ABC, BeIn Sports |
| 2 octobre 2020 21h00 EDT 03h00 PAR | Rapport | Score par quart-temps : 23-29, 31-39, 39-35, 21-21 |                                              |                                                    |  | AdventHealth Arena, Comté d'Orange, Floride Arbitres : James Capers, David Guthrie, Eric Lewis | ABC, BeIn Sports |
| 2 octobre 2020 21h00 EDT 03h00 PAR | Rapport | Score par mi-temps : 54-68, 60-56                  |                                              |                                                    |  | AdventHealth Arena, Comté d'Orange, Floride Arbitres : James Capers, David Guthrie, Eric Lewis | ABC, BeIn Sports |
| 2 octobre 2020 21h00 EDT 03h00 PAR | Rapport | Jimmy Butler, 23 Kelly Olynyk, 9 Jimmy Butler, 13  | Points Rebonds Passes d.                     | LeBron James, 33 Anthony Davis, 14 Rajon Rondo, 10 |  | AdventHealth Arena, Comté d'Orange, Floride Arbitres : James Capers, David Guthrie, Eric Lewis | ABC, BeIn Sports |
| 2 octobre 2020 21h00 EDT 03h00 PAR | Rapport | Los Angeles mène la série 2 à 0.                   |                                              |                                                    |  | AdventHealth Arena, Comté d'Orange, Floride Arbitres : James Capers, David Guthrie, Eric Lewis | ABC, BeIn Sports |

### Match 3
| 4 octobre 2020 19h30 EDT 01h30 PAR | Rapport | Lakers de Los Angeles 104, Heat de Miami 115       | Lakers de Los Angeles 104, Heat de Miami 115 | Lakers de Los Angeles 104, Heat de Miami 115       |  | AdventHealth Arena, Comté d'Orange, Floride Arbitres : Scott Foster, Tony Brothers, Pat Fraher | ABC, BeIn Sports |
| 4 octobre 2020 19h30 EDT 01h30 PAR | Rapport | Score par quart-temps : 23-26, 31-32, 26-27, 24-30 |                                              |                                                    |  | AdventHealth Arena, Comté d'Orange, Floride Arbitres : Scott Foster, Tony Brothers, Pat Fraher | ABC, BeIn Sports |
| 4 octobre 2020 19h30 EDT 01h30 PAR | Rapport | Score par mi-temps : 54-58, 50-57                  |                                              |                                                    |  | AdventHealth Arena, Comté d'Orange, Floride Arbitres : Scott Foster, Tony Brothers, Pat Fraher | ABC, BeIn Sports |
| 4 octobre 2020 19h30 EDT 01h30 PAR | Rapport | LeBron James, 25 LeBron James, 10 LeBron James, 8  | Points Rebonds Passes d.                     | Jimmy Butler, 40 Jimmy Butler, 11 Jimmy Butler, 13 |  | AdventHealth Arena, Comté d'Orange, Floride Arbitres : Scott Foster, Tony Brothers, Pat Fraher | ABC, BeIn Sports |
| 4 octobre 2020 19h30 EDT 01h30 PAR | Rapport | Los Angeles mène la série 2 à 1.                   |                                              |                                                    |  | AdventHealth Arena, Comté d'Orange, Floride Arbitres : Scott Foster, Tony Brothers, Pat Fraher | ABC, BeIn Sports |

### Match 4
| 6 octobre 2020 21h00 EDT 03h00 PAR | Rapport | Lakers de Los Angeles 102, Heat de Miami 96        | Lakers de Los Angeles 102, Heat de Miami 96 | Lakers de Los Angeles 102, Heat de Miami 96       |  | AdventHealth Arena, Comté d'Orange, Floride Arbitres : Zach Zarba, John Goble, Tony Brown | ABC, BeIn Sports |
| 6 octobre 2020 21h00 EDT 03h00 PAR | Rapport | Score par quart-temps : 27-22, 22-25, 26-23, 27-26 |                                             |                                                   |  | AdventHealth Arena, Comté d'Orange, Floride Arbitres : Zach Zarba, John Goble, Tony Brown | ABC, BeIn Sports |
| 6 octobre 2020 21h00 EDT 03h00 PAR | Rapport | Score par mi-temps : 49-47, 53-49                  |                                             |                                                   |  | AdventHealth Arena, Comté d'Orange, Floride Arbitres : Zach Zarba, John Goble, Tony Brown | ABC, BeIn Sports |
| 6 octobre 2020 21h00 EDT 03h00 PAR | Rapport | LeBron James, 28 LeBron James, 12 LeBron James, 8  | Points Rebonds Passes d.                    | Jimmy Butler, 22 Jimmy Butler, 10 Jimmy Butler, 9 |  | AdventHealth Arena, Comté d'Orange, Floride Arbitres : Zach Zarba, John Goble, Tony Brown | ABC, BeIn Sports |
| 6 octobre 2020 21h00 EDT 03h00 PAR | Rapport | Los Angeles mène la série 3 à 1.                   |                                             |                                                   |  | AdventHealth Arena, Comté d'Orange, Floride Arbitres : Zach Zarba, John Goble, Tony Brown | ABC, BeIn Sports |

### Match 5
| 9 octobre 2020 21h00 EDT 03h00 PAR | Rapport | Heat de Miami 111, Lakers de Los Angeles 108       | Heat de Miami 111, Lakers de Los Angeles 108 | Heat de Miami 111, Lakers de Los Angeles 108      |  | AdventHealth Arena, Comté d'Orange, Floride Arbitres : Marc Davis, Eric Lewis, Kane Fitzgerald | ABC, BeIn Sports |
| 9 octobre 2020 21h00 EDT 03h00 PAR | Rapport | Score par quart-temps : 25-24, 35-32, 28-26, 23-26 |                                              |                                                   |  | AdventHealth Arena, Comté d'Orange, Floride Arbitres : Marc Davis, Eric Lewis, Kane Fitzgerald | ABC, BeIn Sports |
| 9 octobre 2020 21h00 EDT 03h00 PAR | Rapport | Score par mi-temps : 60-56, 51-52                  |                                              |                                                   |  | AdventHealth Arena, Comté d'Orange, Floride Arbitres : Marc Davis, Eric Lewis, Kane Fitzgerald | ABC, BeIn Sports |
| 9 octobre 2020 21h00 EDT 03h00 PAR | Rapport | Jimmy Butler, 35 Jimmy Butler, 12 Jimmy Butler, 11 | Points Rebonds Passes d.                     | LeBron James, 40 LeBron James, 13 LeBron James, 7 |  | AdventHealth Arena, Comté d'Orange, Floride Arbitres : Marc Davis, Eric Lewis, Kane Fitzgerald | ABC, BeIn Sports |
| 9 octobre 2020 21h00 EDT 03h00 PAR | Rapport | Los Angeles mène la série 3 à 2.                   |                                              |                                                   |  | AdventHealth Arena, Comté d'Orange, Floride Arbitres : Marc Davis, Eric Lewis, Kane Fitzgerald | ABC, BeIn Sports |

### Match 6
| 11 octobre 2020 19h30 EDT 01h30 PAR | Rapport | Lakers de Los Angeles 106, Heat de Miami 93                                                           | Lakers de Los Angeles 106, Heat de Miami 93 | Lakers de Los Angeles 106, Heat de Miami 93     |  | AdventHealth Arena, Comté d'Orange, Floride Arbitres : James Capers, Tony Brothers, David Guthrie | ABC, BeIn Sports |
| 11 octobre 2020 19h30 EDT 01h30 PAR | Rapport | Score par quart-temps : 28-20, 36-16, 23-22, 19-35                                                    |                                             |                                                 |  | AdventHealth Arena, Comté d'Orange, Floride Arbitres : James Capers, Tony Brothers, David Guthrie | ABC, BeIn Sports |
| 11 octobre 2020 19h30 EDT 01h30 PAR | Rapport | Score par mi-temps : 64-36, 42-57                                                                     |                                             |                                                 |  | AdventHealth Arena, Comté d'Orange, Floride Arbitres : James Capers, Tony Brothers, David Guthrie | ABC, BeIn Sports |
| 11 octobre 2020 19h30 EDT 01h30 PAR | Rapport | LeBron James, 28 Anthony Davis, 15 LeBron James, 10                                                   | Points Rebonds Passes d.                    | Bam Adebayo, 25 Bam Adebayo, 10 Jimmy Butler, 8 |  | AdventHealth Arena, Comté d'Orange, Floride Arbitres : James Capers, Tony Brothers, David Guthrie | ABC, BeIn Sports |
| 11 octobre 2020 19h30 EDT 01h30 PAR | Rapport | Los Angeles remporte la série 4 à 2 et remporte le titre NBA. LeBron James est nommé MVP des Finales. |                                             |                                                 |  | AdventHealth Arena, Comté d'Orange, Floride Arbitres : James Capers, Tony Brothers, David Guthrie | ABC, BeIn Sports |

## Équipes

### Lakers de Los Angeles
| Lakers de Los Angeles Effectif lors des Finales                                         |    |                        |                           |                             |
| Entraîneur : Frank Vogel                                                                |    |                        |                           |                             |
| Ailier fort                                                                             | 37 | /                      | Kóstas Antetokoúnmpo (TW) | Dayton                      |
| Arrière                                                                                 | 11 | Drapeau des États-Unis | Avery Bradley             | Texas                       |
| Ailier fort / Pivot                                                                     | 12 | Drapeau des États-Unis | Devontae Cacok (R) (TW)   | UNC Wilmington (en)         |
| Arrière                                                                                 | 1  | Drapeau des États-Unis | Kentavious Caldwell-Pope  | Georgia                     |
| Meneur / Arrière                                                                        | 4  | Drapeau des États-Unis | Alex Caruso               | Texas                       |
| Meneur                                                                                  | 28 | Drapeau des États-Unis | Quinn Cook                | Duke                        |
| Ailier fort / Pivot                                                                     | 3  | Drapeau des États-Unis | Anthony Davis             | Kentucky                    |
| Ailier / Ailier fort                                                                    | 10 | Drapeau des États-Unis | Jared Dudley              | Boston College              |
| Arrière / Ailier                                                                        | 14 | Drapeau des États-Unis | Danny Green               | North Carolina              |
| Arrière                                                                                 | 5  | Drapeau des États-Unis | Talen Horton-Tucker (R)   | Iowa State                  |
| Pivot                                                                                   | 39 | Drapeau des États-Unis | Dwight Howard             | S.A. Christian Academy (en) |
| Ailier / Ailier fort                                                                    | 23 | Drapeau des États-Unis | LeBron James              | St. Vincent–St. Mary HS     |
| Ailier / Ailier fort                                                                    | 0  | Drapeau des États-Unis | Kyle Kuzma                | Utah                        |
| Pivot                                                                                   | 7  | Drapeau des États-Unis | JaVale McGee              | Nevada                      |
| Ailier fort                                                                             | 88 | Drapeau des États-Unis | Markieff Morris           | Kansas                      |
| Meneur                                                                                  | 9  | Drapeau des États-Unis | Rajon Rondo               | Kentucky                    |
| Arrière                                                                                 | 21 | Drapeau des États-Unis | J. R. Smith (S)           | St. Benedict's Prep (en)    |
| Arrière                                                                                 | 18 | Drapeau des États-Unis | Dion Waiters              | Syracuse                    |
|                                                                                         |    |                        |                           |                             |
| (R) - Rookie, (TW) - Two-way contract, Blessé, (S) - Joueurs supplémentaires à Orlando. |    |                        |                           |                             |

### Heat de Miami
| Heat de Miami Effectif lors des Finales                        |    |                        |                         |                |
| Entraîneur : Erik Spoelstra                                    |    |                        |                         |                |
| Pivot                                                          | 13 | Drapeau des États-Unis | Bam Adebayo             | Kentucky       |
| Ailier fort                                                    | 17 | Drapeau du Canada      | Kyle Alexander (R) (TW) | Tennessee      |
| Arrière / Ailier                                               | 22 | Drapeau des États-Unis | Jimmy Butler            | Marquette      |
| Ailier / Ailier fort                                           | 99 | Drapeau des États-Unis | Jae Crowder             | Marquette      |
| Meneur / Arrière                                               | 7  | Drapeau de la Slovénie | Goran Dragić            | Union Olimpija |
| Ailier fort                                                    | 40 | Drapeau des États-Unis | Udonis Haslem           | Florida        |
| Arrière                                                        | 14 | Drapeau des États-Unis | Tyler Herro (R)         | Kentucky       |
| Ailier                                                         | 44 | Drapeau des États-Unis | Solomon Hill            | Arizona        |
| Arrière / Ailier                                               | 28 | Drapeau des États-Unis | Andre Iguodala          | Arizona        |
| Arrière / Ailier                                               | 5  | Drapeau des États-Unis | Derrick Jones Jr.       | UNLV           |
| Ailier fort / Pivot                                            | 0  | Drapeau des États-Unis | Meyers Leonard          | Illinois       |
| Meneur / Arrière                                               | 25 | Drapeau des États-Unis | Kendrick Nunn (R)       | Oakland        |
| Ailier                                                         | 4  | Drapeau des États-Unis | KZ Okpala (R)           | Stanford       |
| Ailier fort / Pivot                                            | 9  | Drapeau du Canada      | Kelly Olynyk            | Gonzaga        |
| Arrière / Ailier                                               | 55 | Drapeau des États-Unis | Duncan Robinson         | Michigan       |
| Ailier fort                                                    | 30 | Drapeau du Gabon       | Chris Silva (R)         | South Carolina |
| Meneur                                                         | 2  | /                      | Gabe Vincent (R) (TW)   | Santa Barbara  |
| (C) - Capitaine, (R) - Rookie, (TW) - Two-way contract, Blessé |    |                        |                         |                |

## Statistiques individuelles

### Lakers de Los Angeles
| Joueur                   | MJ | MC | MPG  | FG%    | 3P%    | FT%    | RPG  | APG | SPG | BPG | PPG  |
| ------------------------ | -- | -- | ---- | ------ | ------ | ------ | ---- | --- | --- | --- | ---- |
| LeBron James             | 6  | 6  | 39,4 | 59,1 % | 41,7 % | 66,7 % | 11,8 | 8,5 | 1,2 | 0,5 | 29,8 |
| Anthony Davis            | 6  | 6  | 38,2 | 57,1 % | 42,1 % | 93,8 % | 10,7 | 3,2 | 1,3 | 2,0 | 25,0 |
| Kentavious Caldwell-Pope | 6  | 6  | 31,3 | 37,7 % | 30,2 % | 85,7 % | 2,8  | 2,0 | 1,0 | 0,2 | 12,8 |
| Rajon Rondo              | 6  | 0  | 26,0 | 38,8 % | 33,3 % | 87,5 % | 5,5  | 5,8 | 1,0 | 0,0 | 8,7  |
| Kyle Kuzma               | 6  | 0  | 21,6 | 35,4 % | 31,0 % | 80,0 % | 2,8  | 0,5 | 0,2 | 0,2 | 8,5  |
| Danny Green              | 6  | 6  | 22,9 | 32,7 % | 28,9 % | 100 %  | 2,8  | 1,2 | 1,0 | 0,8 | 7,5  |
| Markieff Morris          | 6  | 0  | 21,3 | 36,8 % | 40,0 % | 83,3 % | 3,3  | 1,2 | 0,0 | 0,0 | 7,5  |
| Alex Caruso              | 6  | 1  | 24,9 | 43,3 % | 37,5 % | 75,0 % | 2,5  | 2,3 | 0,8 | 0,2 | 6,3  |
| Dwight Howard            | 6  | 5  | 11,8 | 75,0 % | 100 %  | 57,1 % | 2,8  | 0,7 | 0,2 | 0,3 | 2,8  |
| Quinn Cook               | 2  | 0  | 1,4  | 50,0 % | 50,0 % | 0 %    | 0,0  | 0,0 | 0,0 | 0,0 | 1,5  |
| J. R. Smith              | 3  | 0  | 3,4  | 33,3 % | 33,3 % | 0 %    | 0,3  | 0,0 | 0,3 | 0,0 | 1,0  |
| Jared Dudley             | 3  | 0  | 0,9  | 0 %    | 0 %    | 0 %    | 0,0  | 0,0 | 0,0 | 0,3 | 0,0  |

### Heat de Miami
| Joueur            | MJ | MC | MPG  | FG%    | 3P%    | FT%    | RPG | APG | SPG | BPG | PPG  |
| ----------------- | -- | -- | ---- | ------ | ------ | ------ | --- | --- | --- | --- | ---- |
| Bam Adebayo       | 4  | 4  | 33,7 | 53,5 % | 0 %    | 62,5 % | 6,3 | 2,5 | 0,3 | 0,8 | 15,3 |
| Jimmy Butler      | 6  | 6  | 43,0 | 55,2 % | 30,8 % | 88,7 % | 8,3 | 9,8 | 2,2 | 0,8 | 26,2 |
| Jae Crowder       | 6  | 6  | 31,5 | 41,8 % | 33,3 % | 80,0 % | 5,2 | 1,2 | 0,3 | 0,5 | 11,2 |
| Goran Dragić      | 2  | 1  | 16,9 | 31,3 % | 0 %    | 50,0 % | 3,0 | 2,5 | 1,5 | 0,0 | 5,5  |
| Tyler Herro       | 6  | 5  | 34,6 | 36,8 % | 36,7 % | 81,3 % | 4,2 | 3,0 | 0,5 | 0,0 | 14,7 |
| Solomon Hill      | 4  | 0  | 6,3  | 55,6 % | 33,3 % | 0 %    | 0,8 | 0,3 | 0,3 | 0,0 | 3,0  |
| Andre Iguodala    | 6  | 0  | 19,7 | 42,1 % | 37,5 % | 0 %    | 2,7 | 2,0 | 0,3 | 0,3 | 3,2  |
| Derrick Jones Jr. | 4  | 0  | 2,5  | 50,0 % | 0 %    | 0 %    | 0,3 | 0,0 | 0,0 | 0,0 | 0,5  |
| Meyers Leonard    | 2  | 2  | 11,0 | 83,3 % | 100 %  | 100 %  | 0,5 | 0,5 | 0,5 | 0,0 | 7,0  |
| Kendrick Nunn     | 6  | 0  | 22,6 | 47,1 % | 39,1 % | 100 %  | 3,5 | 1,8 | 0,0 | 0,2 | 10,5 |
| Kelly Olynyk      | 5  | 0  | 22,7 | 48,8 % | 41,2 % | 84,6 % | 6,0 | 1,4 | 0,4 | 0,6 | 11,6 |
| Duncan Robinson   | 6  | 6  | 32,0 | 40,4 % | 39,1 % | 100 %  | 2,7 | 2,5 | 0,8 | 0,3 | 12,5 |